# Hrafnabjörg
Hrafnabjörg är en ås i republiken Island. Den ligger i regionen Suðurland, 130 km öster om huvudstaden Reykjavík. Toppen av Hrafnabjörg är 864 meter över havet.